# 夏之鳳
夏之鳳（16世紀—17世紀），字子鳴、又字見明，南直隸鳳陽府壽州安豐鄉人，明朝政治人物。

## 生平
夏之鳳祖先自六安移居壽州，明朝初年有交河知縣夏正。萬曆十六年（1588年），夏之鳳中式戊子科應天鄉試舉人，萬曆二十六年（1598年）登會試副榜，授大庾知縣，調任羅江，四十七年（1619年）入朝擔任南京戶部員外郎管理北新關，陞郎中，當時有宦官白玉犯法，在宮內躲避，他入奏敕令對方出來聽審，獲皇上嘉獎其正直，書寫名字在屏風上。
孫夏供佑，崇禎十六年進士。

## 引用
1. 1 2  光緒《壽州志·卷十九·人物志》：夏之鳳，字子鳴，其先世由六遷居州之安豐鄉，明初有長公 佚名 尹交河多惠政，交民詣闕請留任九載；之鳳舉萬厯戊子孝廉，授大庾知縣，改羅江，蒞民廉慎，遷戶部郎，立朝不避權璫，時有內豎白玉犯法匿禁中，之鳳入奏之敕玉出質審，上嘉其正直，書名於御屏。 舊志，參夏氏世德記，按舊志明貢生中有夏正官知縣，疑當即是長公
2. ↑  《崇禎十六年癸未科進士三代履歷》：夏供佑……祖夏之鳳，萬曆十六年戊子科舉人，萬曆二十六年戊戌科會試副榜，南戶部郎中……
3. ↑  《北新關志·卷九·宦績》：明萬曆……員外郎 夏之鳳 字見明，舉人，直隷壽州人，四十七年任
4. ↑  四庫全書《江南通志·卷一百四十九·人物志 宦績十一》：夏之鳳，字子鳴，壽州人，萬厯戊子鄉薦，歷官戶部郎中，時有內豎白玉犯法，潛避深宮，之鳳入奏敕玉出聽審，上嘉其正直，書名於屏。